# 卡羅萊納省
卡羅萊納省（英語：Province of Carolina）是英格蘭，後來是大不列顛殖民地在北美洲的殖民地。卡羅萊納在現時北卡羅萊納州所在地建立。卡羅萊納後來南擴，最大時達到現今的北卡羅萊納州、南卡羅萊納州、佐治亞州、阿拉巴馬州、田納西州、密西西比州，以及部分佛羅里達州和路易斯安那州。
查理一世的檢察總長羅伯特·希思爵士獲頒授英屬美洲的驚恐角河地區的特許狀，1629年建制成為卡羅拉納省。特許狀後來被裁定無效，8名英國貴族大地主在1663年3月24日獲頒發新特許狀。1663年省份也改名為卡羅萊納。查理二世向8名大地主頒發土地以報答他們在1660年為王政復辟提供財政和政治支援。查理二世計劃新建省份將作為英國的防波提，防止西屬佛羅里達向北擴張。
1669年，卡羅萊納基本憲法將卡羅萊納殖民地分割為兩個省分，分別是北面的阿爾伯馬爾省和南面的克拉倫登省。由於殖民地管治的意見不合，以及北半殖民地和南半殖民地的距離，1691年委任了一名代表總督管理卡羅萊納北半部（阿爾伯馬爾省）。1712年，兩個省成為分開的殖民地，北卡羅萊納殖民地（舊阿爾伯馬爾省）及南卡羅萊納殖民地（舊克拉倫登省）。
雖然南北政府在1712年完成分割，兩個殖民地都維持由同一批大地主的手中管理。1719年發生了反對大地主的叛變，導致1720年南卡羅萊納委任了皇家總督。將近10年後，英國政府找到並購回大地主的土地後，北卡羅萊納省和南卡羅萊納省在1729年成為皇家殖民地。